# 佐竹利市
佐竹 利市（さたけ りいち、1863年4月20日〈文久3年3月3日〉 - 1958年〈昭和33年〉9月25日）は、日本の技術者・実業家。広島県東広島市出身。
サタケ創業者。日本で初めて動力式精米機を開発する。また竪型精米機も開発しこれが吟醸酒誕生につながるなど、日本の酒造りに貢献した。

## 来歴

### 若年期
1863年（文久3年）、安芸国賀茂郡寺家村（現・広島県東広島市西条町）で代々農業を営む家系の長男として生まれる。5歳のときに叔父から算数を学び、のち独学で進め、幼少期より神童と謳われた。10歳のとき、父親を亡くす。1875年（明治8年）13歳のとき寺家村長と地区の名士だった木村和平（のちの賀茂鶴酒造）から任され地租改正に伴う測量業務・地積計算に2年間従事した。
1877年（明治10年）15歳のとき、足踏み式精米作業をしていて、重労働の割には余りにも単調な作業だっため、機械化することを思いつく。利市は木村和平にその構想を打ち明けると、和平は1号機を買ってやると約束したという。早速取り掛かろうとするも、県下最大の並滝寺池の治水管理の責任者に任命される。任務を終えてすぐ、1893年（明治26年）山陽鉄道（現在の山陽本線）三原 ‐ 広島間の鉄道敷設工事の主任技師（指揮監督）に命じられる。その実績を買われ、1894年（明治27年）には京都鉄道および奈良鉄道の建設技師を務めている。

### 精米機の開発
1895年（明治28年）33歳のときに精米機開発に着手する。和平の紹介で広島の鉄工所を借り受け、自ら設計製作し、1896年（明治29年）日本で始めての動力式精米機「連打式臼型精穀機」を完成、これで起業し佐竹機械製作所（現サタケ）を設立する。この精米機の動力はドイツ製のエンジンで人力による精米の10倍の速さでできたが、精米機本体が大きく重かった。一度は納品したが、満足できなかった利市はそれをすべて回収し改良を加え、1898年（明治31年）「4連式唐臼搗精機」を完成させ、並行して石油発動機も自社開発した。これは天秤の両端の杵を動力で上下させ4つの陶磁器製の臼内の米を交互に搗く方式であり、米搗き職人などが見守る中で試運転が行われ絶賛されたという。
1907年（昭和40年）、現在サタケ本社のある地に工場を建設する。ただ利市はほぼ研究に没頭し、工場経営は妻のフデが取り仕切っていたという。和平の求めていた米肌を実現するため、1908年（明治41年）金剛硯砂を用いた竪型精米機「41年式第2佐竹精穀機」を開発する。これは従来のものより高度な精白ができ、これを納入した広島の酒蔵は全国清酒品評会や全国新酒鑑評会で優秀な成績を収めることになる。
利市は経営には無頓着で技術者側の考え方をしており、「旧機械の買い戻し」や「無償取り替え」など会社経営のルールを無視した方針を打ち出している。ただ大正期にはそれが通用せず経営的に厳しくなった。研究に没頭したい利市は1926年（大正15年）会社から出ていき、フデの手配で酒蔵を借り受け精米機の製作を再開した。そして日本で始めて硯石ローラーを利用した研削式精米機を発明、1930年（昭和5年）「竪型研削式精米機（C型）」を開発した。これは精米歩合40％精白を実現できることから吟醸酒が生まれることになり、この精米機は全国の酒造関係者に知れ渡ることになり、当時この精米機は作る端から売れていったという。

### 後年
1939年（昭和14年）株式会社化に伴い佐竹製作所社長に就任する。1943年（昭和18年）息子の佐竹利彦が社長となり、自身は会長に就任する。1944年（昭和19年）発明表彰（現藍綬褒章）受賞。農機具業界では初の受賞となった。
1958年（昭和33年）9月25日死去。享年95。正六位勲四等瑞宝章（瑞宝小綬章）受賞。

## 主な著書
- 『穀類搗精機の研究』糧友会（1940年）